# Le Petit-Saconnex
Le Petit-Saconnex ist eine ehemalige politische Gemeinde des Kantons Genf, 1931 in die Stadt Genf eingemeindet, und ein Vorort der Stadt Genf. Die am rechten Ufer des Genfersees gelegene Gemeinde umfasste insbesondere den ehemaligen Weiler Le Petit-Saconnex sowie Les Pâquis, Le Prieuré, Sécheron, Les Grottes, Grand-Pré, Varembé, Morillon, Beaulieu, Moillebeau, La Servette, Les Charmilles und Saint-Jean. 1850 hatte sie Les Pâquis, Montbrillant und Les Grottes an die Stadt Genf verloren.

## Geographie
Mit einer Fläche von 612  Hektaren war Le Petit-Saconnex die grösste Gemeinde der Agglomeration Genf. Sie bewahrte lange Zeit ihren ländlichen Charakter, weil sie nur durch zwei Strassen mit der Stadt verbunden war.

## Geschichte

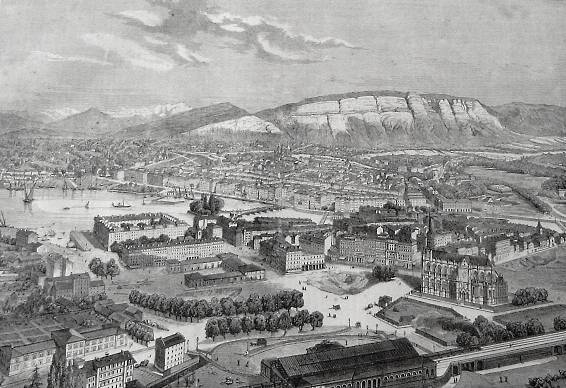
Panorama von Genf aus dem Jahr 1860. Ganz vorne der Bahnhof Cornavin, der sich in der früheren Gemeinde Le Petit-Saconnex befand.

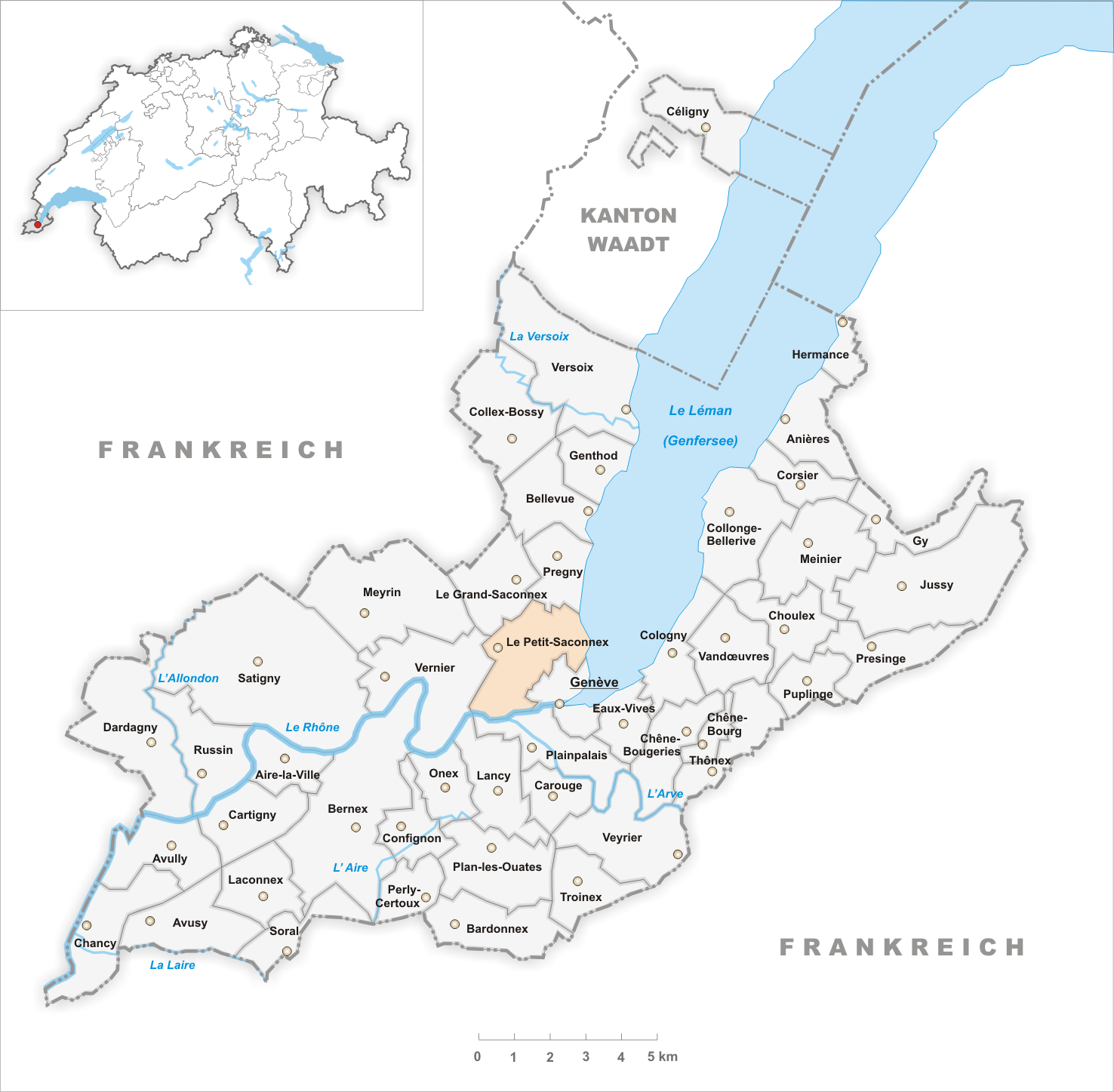
Gemeindestand vor der Fusion am 1. Januar 1931

In Les Pâquis wurden mehrere Seeufersiedlungen entdeckt, die vom mittleren Neolithikum (3000–2500 v. Chr.) bis zum Ende der Bronzezeit (um 750 v. Chr.) datieren. In der römischen Zeit führten drei Strassen vom Pont de l’Ile durch Le Petit-Saconnex: die sogenannte Route suisse (oder Route de Lausanne) nach Nyon, die Strasse nach Paris sowie diejenige nach Lyon. Auf dem Anwesen der Bartholoni wurden Reste eines römischen Gutshofs gefunden, in Grand-Pré und in Le Petit-Saconnex Gräberfelder aus dem Frühmittelalter.

### Mittelalter und Frühe Neuzeit
Die Ende des Frühmittelalters an der Stelle eines älteren Sanktuariums (Holzbau, 6. oder 7. Jahrhundert) errichtete Kirche Saint-Jean-hors-les-Murs vergabte Bischof Guy de Faucigny vor 1107 dem Kloster Ainay in Lyon. Dieses richtete in Le Petit-Saconnex ein Benediktinerpriorat ein, das 1536 zerstört wurde. 1265 wurde der Ort als Saconay-Lo-Petit erstmals erwähnt. Im Mittelalter war das rechte Genferseeufer mit Ausnahme der Genfer Vorstadt Saint-Gervais der Herrschaft Gex unterstellt, die 1355 an Savoyen überging. 1508 schenkte Herzog Karl III. von Savoyen die Weiden von Les Pâquis dem Pestspital in Plainpalais. Als Bern und Genf ihre 1536 eroberten Gebiete teilten, überliess Bern das Pays de Gex Genf, welches das neue Territorium den sogenannten Freigütern (Franchises) zuteilte. Bis zum Ende des Ancien Régime 1798 gehörte Le Petit-Saconnex verwaltungsmässig zum Mandement Peney. Der Weiler wurde 1590 während des Kriegs zwischen Genf und den Herzögen von Savoyen in Brand gesetzt.
Die Einwohner von Le Petit-Saconnex waren bis 1621 nach Saint-Gervais kirchgenössig, danach bildete der Ort eine eigene Kirchgemeinde. Die reformierte Kirche wurde 1624 bis 1628 errichtet und mehrmals umgebaut. Im 17. und 18. Jahrhundert war Le Petit-Saconnex fast gänzlich in grosse Herrschaftsgüter reicher Genfer Bürger unterteilt. Eine Ziegelei in Le Pâquis wird ab 1458 erwähnt. 1677 richtete die Schifffahrtsgesellschaft in Le Pâquis einen Schiessplatz sowie einen Hafen ein, und 1710 nahm dort die erste Genfer Indiennefabrik den Betrieb auf.

### Neuzeit
Die unter französischer Herrschaft 1798 entstandene politische Gemeinde wurde von einem Maire und zwei Adjunkten verwaltet, die von einem Munizipalrat unterstützt wurden. 1917 beschlossen die Genfer in einer kantonalen Abstimmung, in Gemeinden mit mehr als 3000 Einwohnern den Maire und seine Adjunkte durch den Conseil administratif (Stadtregierung) zu ersetzen. Le Petit-Saconnex nahm die Fusion mit der Stadt Genf im Mai 1930 mit 2150 Ja- gegen 186 Neinstimmen deutlich an.
Vom frühen 19. Jahrhundert an entstand in Montbrillant, Fort-Barreau und Les Grottes ein Industriequartier. 1825 bis 1849 führte eine Hängebrücke von Les Pâquis nach Saint-Gervais. Nach dem 1849 beschlossenen Abriss der Genfer Stadtbefestigungen schritten Verstädterung und Industrialisierung weiter voran. Der erste Bahnhof wurde 1858 in Cornavin erstellt und 1927 bis 1932 umgebaut. Ab 1890 entwickelte sich Les Charmilles zu einer Industriezone, 1918/19 wurden die Ateliers de Sécheron errichtet. Die erste elektrische Strassenbahn des Kantons verband ab 1894 den Weiler Le Petit-Saconnex mit der Genfer Innenstadt. Am Vorabend der Fusion umfasste Le Petit-Saconnex Wohnquartiere der unteren sozialen Schichten nördlich der Route de Lausanne, Güter rund um den Dorfkern sowie Parks und Herrschaftshäuser am Seeufer, wo auf einer Parzelle des Ariana-Guts auch der 1904 eröffnete botanische Garten liegt. Nach der Fusion mit Genf und der Niederlassung des Völkerbunds entstand um den im Ariana-Park errichteten Völkerbundpalast die „internationale Zone“. Die Eröffnung des Flughafens Cointrin 1920 zog den Bau neuer Zufahrtsstrassen nach sich (1924/25 Achse La Servette-Cointrin, die Umfahrungsstrasse).

## Bevölkerung
| Jahr      | 1530            | 1850 | 1900 | 1910 | 1920   |
| Einwohner | 23 Feuerstätten | 1106 | 6383 | 9310 | 15'103 |

## Persönlichkeiten
- Firmin Ody (1859–1920), Architekt, Unternehmer und Politiker
- Ernest Pictet (1829–1909), Bankier und Politiker
- François Peyrot (1918–1998), Architekt und Politiker

## Bilder

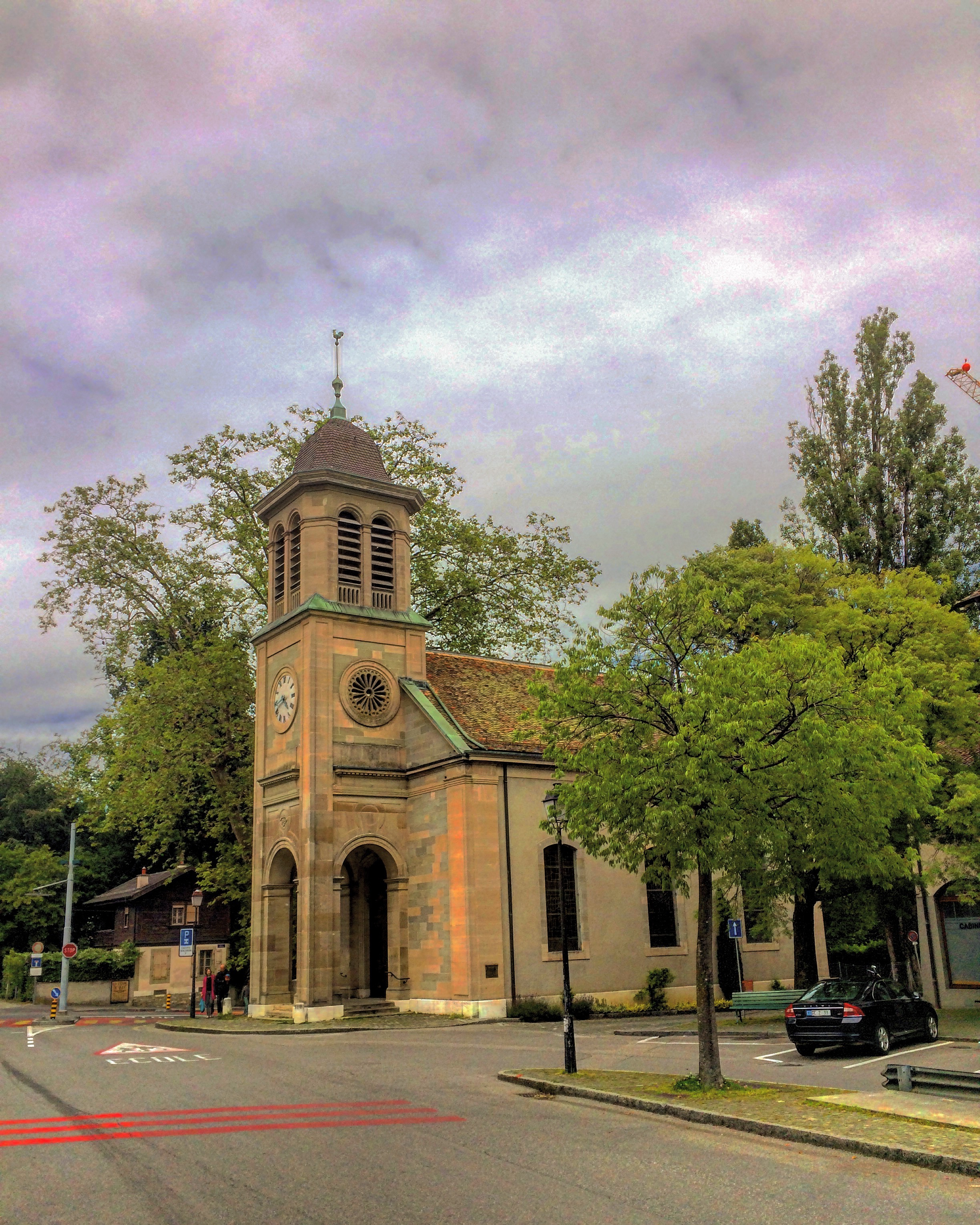
Kirche Petit-Saconnex, erbaut 1727–1730
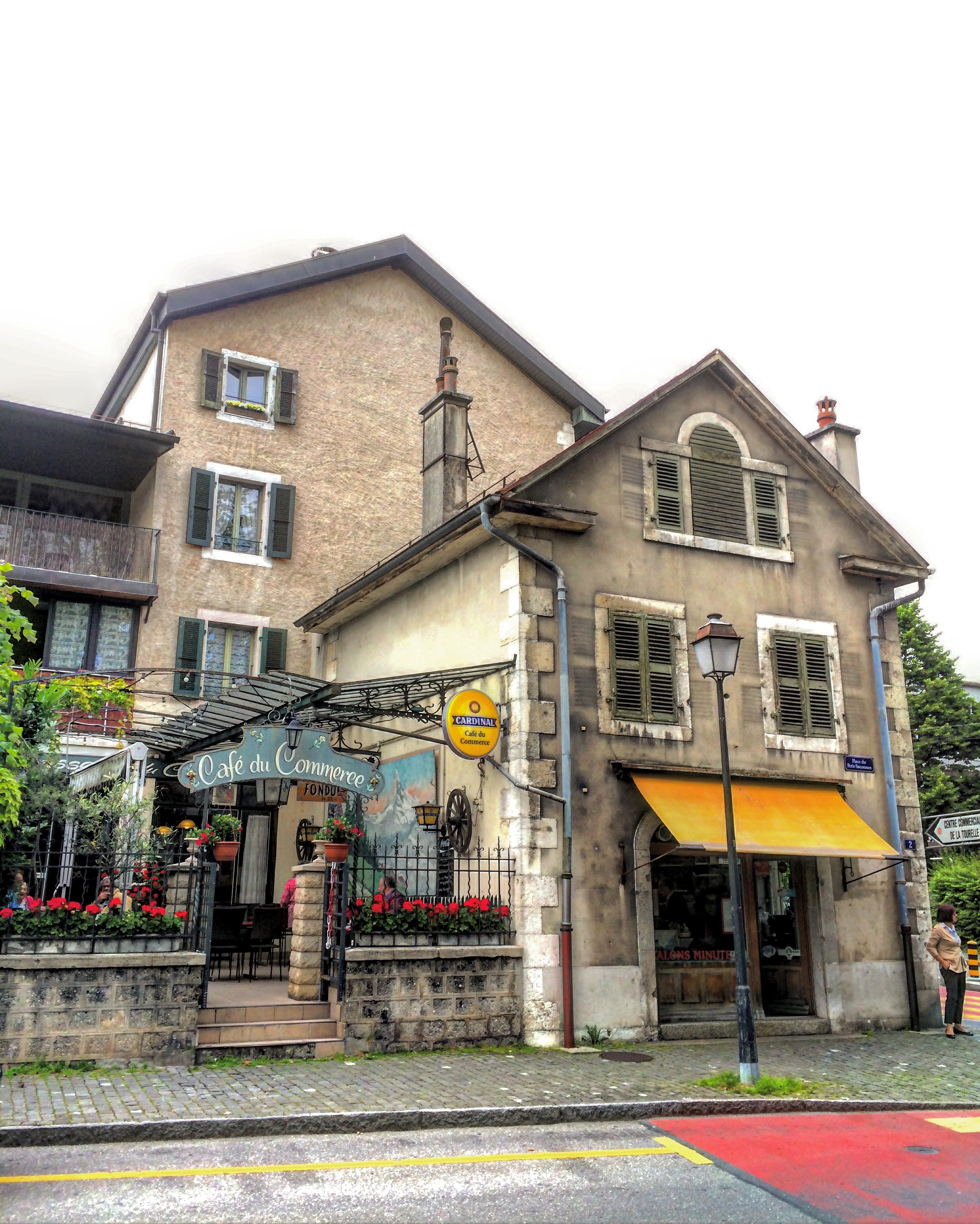
Café du commerce in der Altstadt
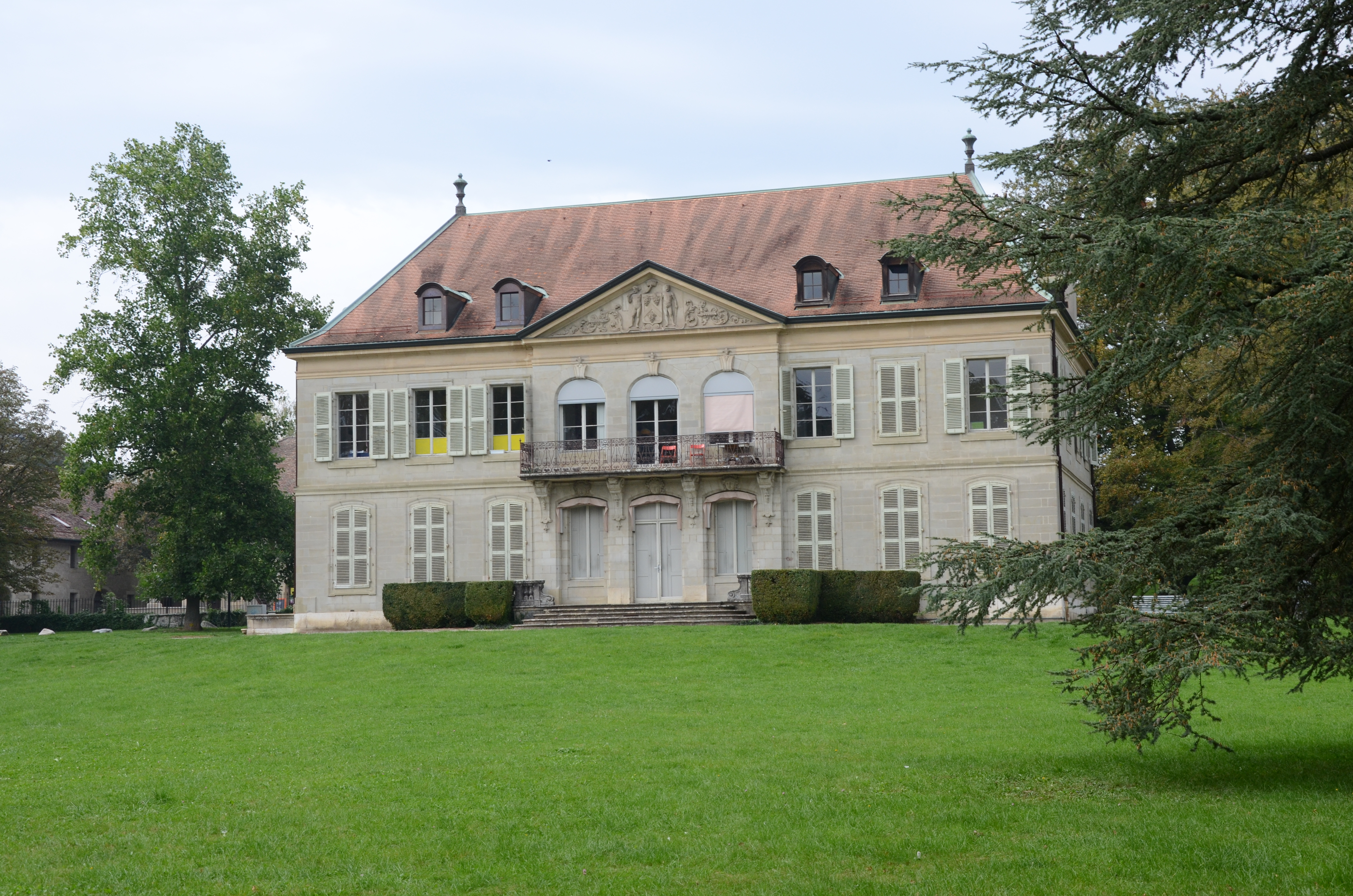
Landgut Budé, 1723–1724 erbaut für Theologieprofessor Jean-Alphonse Turrettini
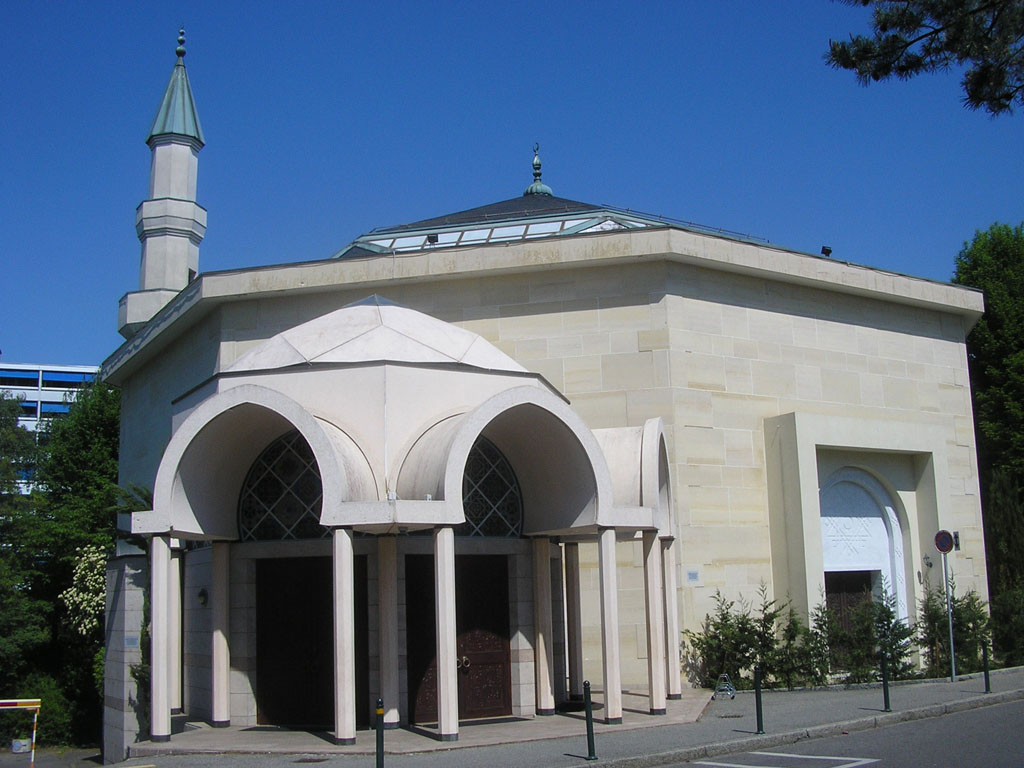
Moschee, erbaut 1976–1978, mit 22 m hohen Minarett
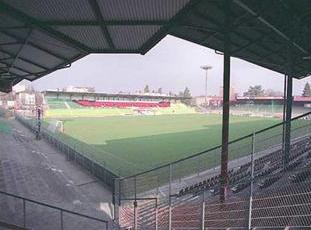
Stade des Charmilles, mittlerweile abgerissen